# D. J. Stephens
Pour les articles homonymes, voir Stephens.
Dalent Jameral « D. J. » Stephens, né le 19 décembre 1990 à Francfort-sur-le-Main en Allemagne, est un joueur américain de basket-ball.

## Carrière universitaire
Stephens n'est pas très bien côté parmi les jeunes joueurs après sa scolarité au lycée Harker Heights. Il est recruté par les Tigers de Memphis de l'entraîneur Josh Pastner (en). Avec ses capacités spectaculaires au dunk et au contre, il devient un joueur prisé des Tigers. Au cours de sa dernière année à Memphis, Stephens est titulaire et remporte le titre de joueur défensif de l'année de Conference USA. Stephens attire l'attention nationale dans le tournoi NCAA 2013 après avoir démontré sa capacité à sauter contre les Gaels de Saint Mary et les Spartans de Michigan State.
Stephens passe quatre ans à Memphis, joue un total de 129 matchs avec des moyennes de 4,0 points, 3,4 rebonds et 1,2 contre en 13,2 minutes par match.

## Carrière professionnelle
Au cours des séances d'entraînement préalables au NBA Draft Combine 2013, Stephens enregistre le saut vertical le plus élevé sans élan (40 pouces) et le saut vertical le plus élevé avec élan (46 pouces) jamais enregistré par la NBA.

### Ilysiakos (2013-2014)
Stephens n'est pas choisi lors de la draft 2013 de la NBA et rejoint le Heat de Miami pour la Orlando Summer League et les Mavericks de Dallas pour la Las Vegas Summer League. Le 13 août 2013, il signe avec Ilysiakos BC en Grèce pour la saison 2013-2014. Début mars 2014, il quitte la Grèce et retourne aux États-Unis.

### Bucks de Milwaukee (2014)
Le 26 mars 2014, Stephens signe un contrat de 10 jours avec les Bucks de Milwaukee. Le 29 mars 2014, il fait ses débuts en NBA. En un peu moins de 12 minutes d'action, il enregistre cinq points et quatre rebonds lors d'une défaite face au Heat de Miami. Le 5 avril 2014, les Bucks ne lui offrent pas de deuxième contrat de 10 jours après l'expiration de son premier contrat de 10 jours.

### Anadolu Efes (2014)
Le 10 avril 2014, il signe avec l'Anadolu Efes en Turquie pour le reste de la saison 2013-2014.

### Zénith Saint-Pétersbourg (2014-2015)
Le 1er octobre 2014, Stephens signe avec les Pelicans de La Nouvelle-Orléans. Cependant, il est plus tard licencié par les Pélicans le 24 octobre 2014. Le 2 décembre 2014, il signe avec le Zénith Saint-Pétersbourg en Russie pour le reste de la saison. En 21 matchs de championnat pour le Zénith en 2014-2015, Stephens obtient des moyennes de 6,7 points et 5,3 rebonds par match.

### Charge de Canton (2015-2016)
Le 28 septembre 2015, Stephens signe un contrat avec les Cavaliers de Cleveland. Cependant, il est licencié par les Cavaliers le 23 octobre après être apparu dans quatre matchs de pré-saison.
Le 30 octobre 2015, Stephens est recruté par le Charge de Canton de la NBA Development League. Le 14 novembre, il fait ses débuts pour Canton dans une défaite de 106-99 contre les Red Claws du Maine, enregistrant 10 points, six rebonds, une passe décisive, une interception et deux contres en 25 minutes. En 27 matchs pour le Charge de Canton, il a des moyennes de 8,2 points, 4,9 rebonds et 1,3 contre en 19,8 minutes par match.

### Energy de l'Iowa (2016)
Le 5 mars 2016, Stephens est envoyé à l'Energy de l'Iowa en échange d'un choix de draft en 2016. Le jour suivant, il fait ses débuts pour l'Iowa dans une défaite de 109-104 contre les 87ers du Delaware, enregistrant trois points et quatre rebonds en 17 minutes sur le banc. Le 28 mars, il est nommé joueur de la semaine de la NBA Development League après avoir marqué 24,7 points en moyenne sur 61,4 % de tirs pour aller avec 8,0 rebonds, 2,0 contres, 1,3 passe décisive et 1,3 interception tout en réussissant 11 des 18 tentatives à trois points en trois matchs du 21 mars au 27 mars.

### Budivelnyk Kiev (2016-2017)
En juillet 2016, Stephens rejoint les Grizzlies de Memphis pour la Ligue d'été NBA 2016 et le 8 août 2016, il est signé par les Grizzlies. Cependant, il n'est pas conservé dans l'effectif le 22 octobre après être apparu dans cinq matchs de pré-saison. Le 21 novembre 2016, il signe avec le club ukrainien Budivelnyk pour le reste de la saison. Avec Budivelnyk, il remporte le championnat ukrainien.

### Vaqueros de Bayamón (2017)
Le 19 mai 2017, Stephens signe avec Vaqueras de Bayamón du Baloncesto Superior Nacional. 

### Le Mans Sarthe Basket (2017-2018)
Le 17 juillet 2017, Stephens signe un contrat avec le club français du  Mans Sarthe Basket pour la saison 2017-2018. Il est nommé pour le All-Star Game français 2017 dans la sélection étrangère. Le 15 mai 2018, Stephens est nommé le LNB Pro un meilleur sixième homme de la saison 2017-2018. Il marque en moyenne 9,1 points et prend 3,7 rebonds par match. Stephens resigne avec l'équipe le 5 juillet 2018.

### Grizzlies de Memphis (2018)
Le 8 octobre 2018, Stephens signe un contrat two-way avec les Grizzlies de Memphis, mais le contrat est rompu par les Grizzlies de Memphis le 30 décembre 2018 sans que Stephens ne participe à un match.

### Manama Club (2019)
Le 19 février 2019, Stephens signe un contrat pour le reste de la saison avec le Manama Club (en), champion en titre de la Ligue bahreïnite de basket-ball. Il affiche des moyennes de 18 points par match, 10 rebonds par match et 2,7 passes décisives par match. Il annonce son départ le 13 avril 2019 via Instagram.

### Le Mans Sarthe Basket (2019-2020)
Le 12 juillet 2019, Stephens signe avec Le Mans en première division française. Le 29 décembre 2019, il remporte le concours de dunk du All-Star Game LNB 2019.

### BC Prometey (depuis 2020)
DJ Stephens intègre le BC Prometey, équipe ukrainienne avec laquelle il remporte son 2e  championnat ukrainien en 2021.

## Distinctions personnelles
- Double vainqueur du concours de dunks du All-Star Game LNB en 2017 et en 2019

## Palmarès
- Champion d’Ukraine avec le BK Boudivelnyk Kiev en 2017
- Champion de France avec Le Mans en 2018
- Champion d’Ukraine avec le BK Prometeï en 2021